# Podocnemis
Podocnemis är ett släkte av sköldpaddor som ingår i familjen Podocnemididae.
Podocnemis omfattar sköldpaddor som lever i sött vatten med stark buksköld och endast fyra tår på bakfoten. En art förekommer på Madagaskar, övriga i Sydamerikas större floder.
Arter enligt Catalogue of Life och The Reptile Databas:
- Podocnemis erythrocephala
- Podocnemis expansa
- Podocnemis lewyana
- Podocnemis sextuberculata
- Podocnemis unifilis
- Podocnemis vogli